# Lički Osik
Lički Osik je naselje u Hrvatskoj, u Ličko-senjskoj županiji, u sastavu grada Gospića.

## Zemljopis
Naselje je smješteno 8 km sjeveroistočno od Gospića uz cestu Karlovac – Gospić – Karlobag te autocestu A1 (E71) i željezničku prugu Zagreb – Split.

Naselje zahvaća površinu od 717 km2 na kojima je oko 3200 čestica i 1350 različitih objekata koji nisu ucrtani u knjige.
Katastarska izmjera obavljena je 2005 godine.

U blizini, par kilometara sporednom cestom prema jugoistoku nalazi se selo Urije.

## Povijest
Godine 1691. u selu Budaku svećenik Marko Mesić naselio je hrvatsko stanovništvo i osnovao župu sv. Josipa. Godine 1771. sagrađen je most preko rijeke Like čime je omogućeno širenje naselja. 

Godine 1842. rimokatolička župa sv. Josipa prenesena je iz Budaka u Stari Osik. 

U doba Vojne krajine u Osiku je bilo sjedište kraješkog nadporučnika 12 satnije ličke pukovnije. Nakon novačenja Vojne krajine Osik postaje upravno središte općine, da bi 1893. uprava bila premještena u Široku Kulu 1843. Osik je imao 30 kuća s 293 žitelja. Pučka škola u Osiku otvorena je 1857.godine.

Polovicom 20. stoljeća istočno od starog izgrađena je novo stambeno naselje – (Novi) Lički Osik u kome je oko 666 stanova te brojne obiteljske kuće.
Novi Lički Osik je primjer novoplaniranog grada u Hrvatskoj. Izgrađen je uz veliki metaloprerađivački industrijski kompleks (za potrebe vojno-obrambenog sustava). Planiran je kao novi industrijski grad, nedaleko od postojećeg gradića, no ovaj novi je trebao biti samostalna cjelina sa svim potrebnim sadržajima. Regulacijski planovi napravljeni su već 1949. i 1952. godine. Planiranja su postojala neprekidno sve do sredine 1980-ih godina.
Lički Osik pretrpio je u velikosrpskoj pobuni i agresiji na Hrvatsku. Kolovoza 1991. bile su žestoke borbe, a 1. rujna Lički Osik velikosrbi su spalili, a crkvu sv. Josipa srušili. Napad na crkvu uslijedio je nakon što su u 9 sati zvonila crkvena elektrificirana automatska zvona poziv na misu. Počelo je pucanje iz strojnica, a uslijedili su napadi topovskim i minobacačkim granatama. Osobito su bili pogođeni zvonik i krov crkve. Pucanje na goruću crkvu nije stajalo. Samo je nekolicina ljudi branila selo. Uspjeli su spasiti kipove s glavnog oltara i još nešto pokretnina iz crkve (elektronske orgulje, kip Srca Isusova, kip Gospe Fatimske), sklonivši ih u sakristiju ili u podrum susjedne kuće. Dio pokretnina bio je dar župljana iz Birkenaua. Za ući u crkvu morali ući na sakristijska vrata, a putem su bili izloženi snajperskoj paljbi iz Naselja. Kad su po prestanku napada neki mještani išli vidjeti što je s crkvom, pala je četnička granata i usmrtila ih je.

## Stanovništvo
Godine 2001. Lički Osik ima 1772 stanovnika (890 pripadnika muškog spola i 882 pripadnica ženskog spola). Da je stanovništvo mlado dokazuje podatak da najviše ima stanovnika u dobi do 4 godine (214 stanovnika), te da je na drugom mjestu po broju stanovnika skupina u dobi od 25 – 29 godina (184 stanovnika).
Po popisu iz 2011. godine u Ličkom Osiku živi 1914 stanovnika (961 pripadnik muškog spola i 953 pripadnica ženskog spola).*
- 1971. – 3292 (Srbi – 1621, Hrvati – 1420, Jugoslaveni – 139, ostali – 112)
- 1981. – 3045 (Srbi – 1343, Hrvati – 1123, Jugoslaveni – 527, ostali – 52)
- 1991. – 2885 (Srbi – 1570, Hrvati – 1156, Jugoslaveni – 89, ostali – 70)
- 2001. – 1772
- 2011. – 1914[9]

| broj stanovnika | 429   | 490   | 428   | 732   | 674   | 674   | 652   | 689   | 532   | 726   | 2298  | 3035  | 3045  | 2885  | 1772  | 1914  | 1438  |
|                 | 1857. | 1869. | 1880. | 1890. | 1900. | 1910. | 1921. | 1931. | 1948. | 1953. | 1961. | 1971. | 1981. | 1991. | 2001. | 2011. | 2021. |

## Poznate osobe
Od 1924. je u Ličkom Osiku župnikom bio i hrv. filozof i pisac Fran Binički.

## Obrazovanje
U naselju Lički Osik djeluje Osnovna škola "dr. Franje Tuđmana".

## Gospodarstvo
Stanovnici se bave uglavnom poljodjelstvom i metalnom industrijom.
U Ličkom Osiku se nalazio pogon tvrtke Italikacink d.o.o.

## Spomenici i zanimljivosti
1842. godine izgrađena je crkva u Ličkom Osiku. Crkva pripada župi svetog Josipa.
Za vrijeme Domovinskog rata, 1. rujna 1991. srpski agresori su zapalili crkvu. Hrvatski gardisti uspjeli su ući u crkvu i spasiti oltarne kipove i elektronske orgulje. Ostatak je u potpunosti izgorio. Crkva je za vrijeme rata obnovljena, no četnici su je ponovno zapalili. Ponovno je obnovljena 2000.

## Šport
- NK Croatia Lički Osik, nogometni klub